# Municipio de Walshtown
El municipio de Walshtown (en inglés: Walshtown Township) es un municipio ubicado en el condado de Yankton en el estado estadounidense de Dakota del Sur. En el año 2010 tenía una población de 157 habitantes y una densidad poblacional de 1,67 personas por km².

## Geografía
El municipio de Walshtown se encuentra ubicado en las coordenadas 43°2′21″N 97°20′20″O / 43.03917, -97.33889. Según la Oficina del Censo de los Estados Unidos, el municipio tiene una superficie total de 93.95 km², de la cual 93,95 km² corresponden a tierra firme y (0 %) 0 km² es agua.

## Demografía
Según el censo de 2010, había 157 personas residiendo en el municipio de Walshtown. La densidad de población era de 1,67 hab./km². De los 157 habitantes, el municipio de Walshtown estaba compuesto por el 100 % blancos. Del total de la población el 2,55 % eran hispanos o latinos de cualquier raza.